# 張川流
張川流（1921年10月7日—1993年4月10日），生於日治台灣臺北州淡水郡八里庄（今新北市八里區），企業家，為台灣三洋創辦人。

## 生平
家中務農，家中有姐一人，兄弟五人，張川流為長男。七歲時喪父，由母親撫養成人。在公學校畢業後，離家至台北市依靠姐夫邱樹生，後至日本，就讀工業學校，主修電器工程。在第二次世界大戰結束後，中斷學業，離開日本，返回台灣，居住在台北市三重埔。
1951年，與友人林新亨、李克竣、李石柱、廖雲連等人合資，成立正和行，進口日本三洋公司收音機、變壓器與家用電器。1955年，成立大立電機公司，生產收音機及電唱機零件，再搭配由日本進口的零件，組裝成收音機成品出售。
1963年，與日本三洋公司合作，將大立電機公司改組為台灣三洋電機公司，由林新亨擔任首任董事長。最早以生產電視機為主，後擴大為生產各種家電，台灣三洋推出的洗衣機品牌「媽媽樂」是台灣最早自行生產的洗衣機。
在林新亨退股之後，台灣三洋在台灣的股權主要由張川流家族與李克竣家族持有。1968年，張川流出任台灣三洋董事長。
在台灣三洋公司之外，張川流於1964年成立龜山電機公司，生產乾電池與電阻。1973年成立新和電機公司，生產印刷電路板。1990年成立三富事務設備公司，生產超市冷藏櫃與冷凍櫃等大型設備。
晚年因其兒子的賭博債務問題而煩心，為籌措還款，將台灣三洋的股權出售給李克竣家族，於1993年因心肌梗塞去世。